# Rhyparographie
Der Begriff Rhyparographie (von altgriechisch ῥυπαρός rhyparós „schmutzig“ und -graphie; sinngemäß „Schmutzmalerei“) bezeichnet in der Malerei der Antike das niedere Genre, die hauptsächliche Darstellung alltäglicher, gewöhnlicher oder verächtlicher Gegenstände.
Nach Plinius erhielt der Maler Peiraikos, der mit Vorliebe Barbierstuben, Schusterwerkstätten, Esel, Eßwaren und dergleichen darstellte, deshalb den Spitznamen Rhyparographos („Schmutzmaler“). Nach heutigen Begriffen würde man von Genremalerei oder Stillleben sprechen. Aus dem Ausdruck hat man auf eine Geringschätzung entsprechender Darstellungen in der Antike geschlossen. Dem widerspricht aber die große Zahl von Stillleben und Genrebildern, die man in Pompeji und Herkulaneum gefunden hat.
Synonym mit Rhyparographie wird auch der Begriff Ropographie gebraucht (von griech. ropos „Kleinigkeit“ oder „Mischmasch“, also „Kleinkrammalerei“).
Der gegensätzliche Begriff ist Megalographie.